# دريتون برسلو (باكينجهامشير)
دريتون برسلو (بالإنجليزية: Drayton Parslow)‏ هي أبرشية مدنية تقع في المملكة المتحدة في إنجلترا.  يقدر عدد سكانها بـ 614 نسمة .